# Halina Dunin-Rychłowska
Halina Dunin-Rychłowska z domu Gulik (ur. 9 kwietnia 1888 w Nawojowej Górze, zm. 13 października 1952 w Olsztynie) – polska aktorka i śpiewaczka teatralna.

## Życiorys
Kształciła się w Krakowie, gdzie uczyła się sztuki aktorskiej pod kierunkiem Stanisława Knake-Zawadzkiego i Michała Przybyłowicza. Na scenie debiutowała najprawdopodobniej w 1904 roku pod pseudonimem Dunin, jako członkini zespołu krakowskiego Teatru Ludowego. W kolejnych latach występowała w Krakowie (Teatr Ludowy, Teatr Miejski, do 1905), Poznaniu (Teatr Polski, 1906–1908), Wilnie (Teatr Polski, 1908–1910), Łodzi (Teatr Popularny, 1910). W 1910 roku wyszła za mąż za Franciszka Rychłowskiego i odtąd używała nazwiska Dunin-Rychłowska. Kolejne lata spędziła w Warszawie (Teatr Zjednoczony, 1911–1912), Kijowie (Teatr Polski, 1912–1918) oraz Łodzi (1918–1920). W 1920 roku zamieszkała na stałe w Wilnie, gdzie występowała w tamtejszych Teatrach Miejskich oraz w zespołach objazdowych (m.in. z zespołem Reduty w 1929). Podczas II wojny światowej, w latach 1941–1944 nie występowała. Do grania wróciła w 1944 roku w zespole wileńskiego Teatru Polskiego, z którym przeniosła się do Torunia. Tu występowała do 1948 roku w Teatrze Miejskim, a następnie przeniosła się do Gorzowa Wielkopolskiego (sezon 1948/1949), natomiast ostatnie lata spędziła na deskach Teatru im. Stefana Jaracza w Olsztynie.
Z małżeństwa z Franciszkiem Rychłowskim miała córkę Barbarę Rychłowską-Kulikowską (1919-1992) – również aktorkę. Została pochowana w grobie rodzinnym na cmentarzu św. Jerzego w Toruniu.